# 島津荘
島津荘（しまづのしょう）は、中世の南九州にあった近衛家領荘園。日向国（現在の宮崎県）中南部および大隅国・薩摩国（現在の鹿児島県）の3ヶ国にまたがる日本最大の荘園で、最盛期には8000町を超える規模があった。

## 概要

### 領主
- 本家
  - 摂関家（藤原頼通→藤原忠実→高陽院→藤原忠実→藤原基実→平盛子→藤原基通）
- 領家
  - 摂関家家司（藤原成子）→興福寺一乗院
- 別当職
  - 平氏・伴氏・藤原氏など有力豪族。

### 起源
万寿年間（1024年〜28年）に大宰大監だった平季基とその弟・平良宗が日向国諸県郡にあった島津院を中心に開発し、関白・藤原頼通に寄進して成立した。季基は万寿3年（1026年）に島津荘に移住し、荘官として経営にあたった。神柱大明神を造営したとされる。その事情は、鎌倉後期の正応元年（1288年）頃に島津荘官達が朝廷に提出した『島津庄庄官等申状』に以下のとおり記載されている。

島津本庄者 万寿年中以無主荒野之地令開発 庄号令寄進宇治関白家以降　長元年中奉崇伊勢太神宮依神告号（神柱カ）神社  宇佐八幡已下五社為鎮守 令建立七堂伽藍 称其題額於常楽寺 此外諸寺諸山御願寺 其数惟多

当初数百町歩しかない小規模なものだったが、大隅の肝付氏、薩摩の伊作氏らの所領の寄進を受けながら、次第に拡大していった。藤原忠実の代になって大隅国に約千五百町歩の新たな出作地を獲得するなど、拡大は止まらず、薩摩・大隅・日向の半分以上を占める日本でも最大級と言われる規模になっていった。
薩摩・大隅で島津荘に属さない地域は鹿児島神宮領もしくは公領であり、日向国は豊前宇佐八幡宮領と公領を除いた総田数の46.7パーセントが島津荘に属している。

### 肝付氏による相続
肝付氏は元々『伴（ばん）』という姓であった。
大伴氏の後裔である伴氏は、安和元年（968年）に河内守伴兼行が大宰府の大監（だいげん）となり、薩摩掾を兼ねて、翌2年（969年）薩摩国に下向し、鹿児島郡神敷村（現：鹿児島市伊敷）に館を建て、薩摩掾として事務を執った。館跡は伴掾御館（ばんぜおやかた）という遺跡名として残っている。一説では薩摩国総追捕使という、軍事・警察的役目を担っていたと言われている。長元9年（1036年）伴兼貞の時に大隅国弁済使となり、高山に拠点を移し、肝属郡を領した。弁済使とは下司とも呼ばれ、荘園管理事務を行う役目である。
その後、兼貞は都城盆地に島津荘を開拓した平季基の娘もしくは平季基の子・伊佐平次兼輔の娘を娶り、島津荘を譲り受け、5子をもうけた。
こうして、伴氏は肝属郡の他に、藤原摂関家を後ろ盾とした三州にわたる広大な領地を得たのである。兼貞の長男・兼俊は肝付姓を称し、肝付家の祖となり、肝付家一門で三州各地に領地を与えられ、繁栄を極めたのである。
すなわち、次男・兼任を萩原に、三男・俊貞を安楽に、四男・行俊を出水に、五男・兼高を梅北（現：都城市梅北町）にそれぞれ配置して宗家の藩屏たらしめた。

### 平安末期の島津荘
しかし、肝付氏の栄華は、平家の滅亡とともに潰えてしまう。
平安末期、島津荘の領主は藤原摂関家から平家へと移っていった。よって平家の所領である島津荘は鎌倉幕府に没収され、かろうじて肝付氏の所領である肝付の地は安堵されたのである。
元暦2年（1185年）6月、源頼朝によって没収された島津荘の領主は藤原摂関家筆頭の近衛家となり、その下司に任ぜられたのが鎌倉幕府の有力御家人であった惟宗忠久である。

### 島津忠久への下司職任命
元暦2年（1185年）8月17日付で源頼朝より、摂関家の家司である惟宗忠久（これむねのただひさ）が島津荘の下司職に任命された。忠久は諸国で守護や郡地頭職に任命されているが、その中で最も広大な島津荘を本貫にしようと「島津」姓を名乗った。
島津家家臣により書かれた山田聖栄自記（15世紀後半）及び、島津国史（江戸後期成立）によれば、地頭となった忠久は、文治2年（1186年）に薩摩国山門院（鹿児島県出水市）の木牟礼城に入り、その後、日向国島津院（宮崎県都城市）の堀之内御所に移ったと伝えられている。この他に、三国名勝図会（江戸後期成立）では、建久7年（1196年）に、山門院から島津院の祝吉御所に入り、その後、堀之内御所に移ったとする伝承もある。しかし、史実としては忠久が山門院、島津院いずれにも移住したとは認められず、伝承にすぎないという指摘がされている。
建久8年（1197年）12月、薩摩・大隅国守護職を任じられ、この後まもなく、日向国守護職を補任される。
忠久は鎌倉時代以前は京都の公家を警護をする武士であり、親戚は大隅・日向国の国司を務めていた。惟宗氏は摂関家の家司を代々務めた家で、忠久は近衛家に仕える一方で、源頼朝の御家人であった。東国武士の比企氏や畠山氏に関係があり、儀礼に通じ、頼朝の信任を得ていたという。惟宗氏が元々仕えていた近衛家は、藤原頼通の子孫である藤原忠通の長男・基実を祖とする家であり、鎌倉時代から島津荘の荘園領主となっている。
こうした源頼朝・近衛家を巡る関係から、島津忠久は地頭職・守護職を得たのではないかと考えられる。以後、島津家は島津荘を巡って近衛家と長い関係を持つに至った。
頼朝死後の建仁3年（1203年）9月、比企能員の変（比企の乱）が起こり、忠久はこの乱で北条氏によって滅ぼされた比企能員の縁者として大隅、薩摩、日向国の守護職を没収された。元久2年（1205年）に薩摩国守護職を回復するが、大隅国・日向国守護職や、島津荘大隅方・日向方惣地頭職も概ね北条氏一族に占められた（得宗専制）。これが鎌倉時代末期、第5代当主・島津貞久が後醍醐天皇・足利高氏の呼びかけに応えて鎮西探題を攻撃する要因となった。

### 島津家と島津荘意識の形成
島津氏は、初代島津忠久が鎌倉で活動してそこで生涯を終え、第2代当主・島津忠時も同様に鎌倉で没している。第3代当主・島津久経が元寇を機に下向して以来、南九州への在地化が本格化し、第4代当主・島津忠宗は島津氏として初めて薩摩の地で没した。島津家当主で南九州に土着したことが確認できるのは第5代当主・島津貞久以降である。碇山城（薩摩川内市）に貞久の守護所が置かれていたという。
3ヶ国守護職を回復した島津貞久や重臣には、3ヶ国は名字の地である島津荘内の国々という意識が形成される。名字の地島津荘はすなわち薩摩・大隅・日向の三州とする支配を正当化する意識である。南北朝時代、守護職等を分割相続された相州家の島津師久-島津伊久と奥州家の島津氏久-島津元久の両島津家は、この意識に基づき、領国経営の維持・拡大の行動を取っていった。

### 肝付氏と島津氏の争い
こうして、肝付氏と島津氏の2大勢力は南九州に生まれたのである。
肝付氏は、南北朝の争乱が一段落した後は、島津氏に服属していたが、戦国時代に入ると領土問題から島津氏と対立し、日向の伊東氏と手を結んで島津氏と争う事となった。
永禄4年（1561年）、肝付家第16代当主・肝付兼続は飫肥方面に向けていた兵を大隅に向けた。廻城（霧島市福山）攻めである。これは、島津忠良・貴久らに対する本格的な宣戦布告であった。
肝付家の島津氏への戦いは、第19代当主・肝付兼護が天正2年（1574年）に島津氏へ臣従するまで続くのである。